# Tatsuya Sakai
Tatsuya Sakai (Prefectura de Fukuoka, Japó, 19 de novembre de 1990) és un futbolista japonès que el 2014 disputà un partit amb la selecció del Japó,on no va fer cap gol.